# Mike Figgis
Michael Figgis (Carlisle, 28 febbraio 1948) è un regista, sceneggiatore, compositore, produttore cinematografico, direttore della fotografia e attore britannico, candidato al premio Oscar al miglior regista nel 1996 per la regia di Via da Las Vegas.

## Filmografia

### Film
- Stormy Monday (1988)
- Affari sporchi (Internal Affairs) (1990)
- Liebestraum (1991)
- Mr. Jones (1993)
- I ricordi di Abbey (The Browning Version) (1994)
- Via da Las Vegas (Leaving Las Vegas) (1995)
- Complice la notte (One Night Stand) (1997)
- La perdita dell'innocenza (The Loss of Sexual Innocence) (1999)
- Miss Julie (1999)
- Timecode (2000)
- Hotel (2001)
- About Time 2, episodio di Dieci minuti più vecchio: il violoncellista (2002)
- Oscure presenze a Cold Creek (Cold Creek Manor) (2003)
- The 4 Dreams of Miss X (2007) - Cortometraggio
- Love Live Long (2008)
- The Co(te)lette Film (2010) - Cortometraggio
- Suspension of Disbelief (2012)

#### Televisione
- The House (1984) - Film TV
- Women & Men 2: In Love There Are No Rules (1991) - Film TV

### Documentari
- Flamenco Women (1997)
- The Battle of Orgreave (2001)
- Red, White and Blues, episodio di The Blues (2003)
- Co/Ma (2004)
- The Battle of Hastings (2017)
- Somebody Up There Likes Me (2019)